# Équipe du Brésil de football à la Coupe du monde 2014
Cet article relate le parcours de l’équipe du Brésil de football lors de la Coupe du monde de football 2014 organisée au Brésil du 12 juin au 13 juillet 2014. C'est sa 20e participation à une Coupe du monde.
Après 2002, c'est la deuxième fois que l'équipe est dirigée par le sélectionneur brésilien Luiz Felipe Scolari en phase finale. L'Equipe brésilienne subit la plus lourde défaite de son histoire en Coupe du monde, s'inclinant sur le score de 7 à 1 contre l'Allemagne en demi-finale. Elle échoue au pied du podium en perdant également nettement le match pour la 3e place, 0-3 face aux Pays-Bas.

## Qualification
Le Brésil est qualifié d'office en tant que pays organisateur de la compétition.

## Effectif
Voici la liste de joueurs sélectionnés par Luiz Felipe Scolari pour disputer le mondial.
Sélections et buts actualisés le 5 mars 2014.
| N° | Pos. | Nom          | Date de naissance | Sélections | Buts | Club                     |
| -- | ---- | ------------ | ----------------- | ---------- | ---- | ------------------------ |
| 12 | GB   | Júlio César  | 3 septembre 1979  | 78         | 0    | Sport Lisboa e Benfica   |
| 1  | GB   | Jefferson    | 2 janvier 1983    | 9          | 0    | Botafogo                 |
| 22 | GB   | Victor       | 21 janvier 1983   | 6          | 0    | Atlético Mineiro         |
|    |      |              |                   |            |      |                          |
| 2  | DF   | Dani Alves   | 6 mai 1983        | 73         | 5    | FC Barcelone             |
| 23 | DF   | Maicon       | 26 juillet 1981   | 70         | 7    | AS Roma                  |
| 3  | DF   | Thiago Silva | 22 septembre 1984 | 45         | 2    | Paris Saint-Germain FC   |
| 4  | DF   | David Luiz   | 22 avril 1987     | 34         | 0    | Paris Saint-Germain FC   |
| 6  | DF   | Marcelo      | 12 mai 1988       | 29         | 4    | Real Madrid              |
| 13 | DF   | Dante        | 18 octobre 1983   | 11         | 2    | Bayern Munich            |
| 14 | DF   | Maxwell      | 27 août 1981      | 7          | 0    | Paris Saint-Germain FC   |
| 15 | DF   | Henrique     | 14 octobre 1986   | 4          | 0    | SSC Naples               |
|    |      |              |                   |            |      |                          |
| 16 | ML   | Ramires      | 24 mars 1987      | 41         | 4    | Chelsea                  |
| 11 | ML   | Oscar        | 9 septembre 1991  | 29         | 9    | Chelsea                  |
| 8  | ML   | Paulinho     | 25 juillet 1988   | 25         | 5    | Tottenham Hotspur        |
| 18 | ML   | Hernanes     | 29 mai 1985       | 23         | 2    | Inter Milano             |
| 17 | ML   | Luiz Gustavo | 23 juillet 1987   | 17         | 1    | VfL Wolfsburg            |
| 20 | ML   | Bernard      | 8 septembre 1992  | 10         | 1    | Shakhtar Donetsk         |
| 5  | ML   | Fernandinho  | 4 mai 1985        | 6          | 1    | Manchester City          |
| 19 | ML   | Willian      | 9 août 1988       | 5          | 1    | Chelsea                  |
|    |      |              |                   |            |      |                          |
| 10 | AT   | Neymar       | 5 février 1992    | 47         | 30   | FC Barcelone             |
| 7  | AT   | Hulk         | 25 juillet 1986   | 33         | 8    | Zénith Saint-Pétersbourg |
| 9  | AT   | Fred         | 3 octobre 1983    | 31         | 16   | Fluminense               |
| 21 | AT   | Jô           | 20 mars 1987      | 15         | 5    | Atlético Mineiro         |

## Préparation

### Matchs de préparation
| Match amical                            | Afrique du Sud | 0-5   | Brésil                                           | FNB Stadium Johannesbourg, Afrique du Sud |                                         |
| 5 mars 2014 · Historique des rencontres |                | (0-2) | Oscar 10e · Neymar 41e 46e 90e · Fernandinho 79e | Arbitrage : Antonio Muachihuissa Caxala   | Arbitrage : Antonio Muachihuissa Caxala |
| 5 mars 2014 · Historique des rencontres | Rapport        |       |                                                  | Arbitrage : Antonio Muachihuissa Caxala   | Arbitrage : Antonio Muachihuissa Caxala |

| Match amical                                            | Brésil                                          | 4-0   | Panama | Stade Serra-Dourada Goiânia, Brésil |                         |
| 3 juin 2014 · 16:00 (UTC-3) · Historique des rencontres | Neymar 27e · Alves 40e · Hulk 46e · Willian 73e | (2-0) |        | Arbitrage : Raúl Orosco             | Arbitrage : Raúl Orosco |
| 3 juin 2014 · 16:00 (UTC-3) · Historique des rencontres | Rapport                                         |       |        | Arbitrage : Raúl Orosco             | Arbitrage : Raúl Orosco |

| Match amical                                            | Brésil   | 1-0   | Serbie | Stade Cícero-Pompeu-de-Toledo São Paulo, Brésil |                             |
| 6 juin 2014 · 16:00 (UTC-3) · Historique des rencontres | Fred 58e | (0-0) |        | Arbitrage : Enrique Cáceres                     | Arbitrage : Enrique Cáceres |
| 6 juin 2014 · 16:00 (UTC-3) · Historique des rencontres | Rapport  |       |        | Arbitrage : Enrique Cáceres                     | Arbitrage : Enrique Cáceres |

## Coupe du monde

### Premier tour
Le Brésil fait partie du groupe A de la Coupe du monde de football de 2014, avec la Croatie, le Mexique et le Cameroun. L'équipe termine première de ce groupe et se qualifie pour les huitièmes de finale.
|   | Équipe   | Pts | J | G | N | P | Bp | Bc | Diff |
| 1 | Brésil   | 7   | 3 | 2 | 1 | 0 | 7  | 2  | 5    |
| 2 | Mexique  | 7   | 3 | 2 | 1 | 0 | 4  | 1  | 3    |
| 3 | Croatie  | 3   | 3 | 1 | 0 | 2 | 6  | 6  | 0    |
| 4 | Cameroun | 0   | 3 | 0 | 0 | 3 | 1  | 9  | -8   |

| J 1 | 12 juin 2014 | Brésil   | 3 - 1 | Croatie  |
| J 1 | 13 juin 2014 | Mexique  | 1 - 0 | Cameroun |
| J 2 | 17 juin 2014 | Brésil   | 0 - 0 | Mexique  |
| J 2 | 18 juin 2014 | Cameroun | 0 - 4 | Croatie  |
| J 3 | 23 juin 2014 | Cameroun | 1 - 4 | Brésil   |
| J 3 | 23 juin 2014 | Croatie  | 1 - 3 | Mexique  |

#### Brésil - Croatie
| Match 1                                                  | Brésil                              | 3 – 1   | Croatie           | Arena Corinthians, São Paulo                                            |                                                                         |
| 12 juin 2014 · 17:00 (UTC-3) · Historique des rencontres | Neymar 29e 71e (pen.) · Oscar 90+1e | (1 – 1) | 11e (csc) Marcelo | Spectateurs : 62 103 · Arbitrage : Yūichi Nishimura · Photos du match · | Spectateurs : 62 103 · Arbitrage : Yūichi Nishimura · Photos du match · |
| 12 juin 2014 · 17:00 (UTC-3) · Historique des rencontres | Rapport                             |         |                   | Spectateurs : 62 103 · Arbitrage : Yūichi Nishimura · Photos du match · | Spectateurs : 62 103 · Arbitrage : Yūichi Nishimura · Photos du match · |

| Brésil | Croatie |

| BRÉSIL :            |    |              |  |     |     |
|                     |    |              |  |     |     |
| Gardien de but      | 12 | Júlio César  |  |     |     |
|                     | 2  | Dani Alves   |  |     |     |
|                     | 3  | Thiago Silva |  |     |     |
|                     | 4  | David Luiz   |  |     |     |
|                     | 6  | Marcelo      |  |     |     |
|                     | 7  | Hulk         |  | 68e |     |
|                     | 8  | Paulinho     |  | 63e |     |
|                     | 9  | Fred         |  |     |     |
|                     | 10 | Neymar       |  | 88e | 27e |
|                     | 11 | Oscar        |  |     |     |
|                     | 17 | Luiz Gustavo |  |     | 88e |
| Remplaçants :       |    |              |  |     |     |
|                     | 18 | Hernanes     |  | 63e |     |
|                     | 20 | Bernard      |  | 68e |     |
|                     | 16 | Ramires      |  | 88e |     |
| Sélectionneur :     |    |              |  |     |     |
| Luiz Felipe Scolari |    |              |  |     |     |

| CROATIE :       |    |                  |  |     |     |
|                 |    |                  |  |     |     |
| Gardien de but  | 1  | Stipe Pletikosa  |  |     |     |
|                 | 2  | Šime Vrsaljko    |  |     |     |
|                 | 4  | Ivan Perišić     |  |     |     |
|                 | 5  | Vedran Ćorluka   |  |     | 65e |
|                 | 6  | Dejan Lovren     |  |     | 69e |
|                 | 7  | Ivan Rakitić     |  |     |     |
|                 | 9  | Nikica Jelavić   |  | 78e |     |
|                 | 10 | Luka Modrić      |  |     |     |
|                 | 11 | Darijo Srna      |  |     |     |
|                 | 18 | Ivica Olić       |  |     |     |
|                 | 20 | Mateo Kovačić    |  | 61e |     |
| Remplaçants :   |    |                  |  |     |     |
|                 | 14 | Marcelo Brozović |  | 61e |     |
|                 | 16 | Ante Rebić       |  | 78e |     |
| Sélectionneur : |    |                  |  |     |     |
| Niko Kovač      |    |                  |  |     |     |

| Assistants : Toru Sagara Toshiyuki Nagi Quatrième arbitre : Alireza Faghani Cinquième arbitre : Hassan Kamranifar Homme du Match : Neymar |

#### Brésil - Mexique
| Match 17                                                 | Brésil  | 0 - 0   | Mexique | Stade Governador-Plácido-Castelo, Fortaleza                         |                                                                     |
| 17 juin 2014 · 16:00 (UTC-3) · Historique des rencontres |         | (0 - 0) |         | Spectateurs : 60 342 · Arbitrage : Cüneyt Çakır · Photos du match · | Spectateurs : 60 342 · Arbitrage : Cüneyt Çakır · Photos du match · |
| 17 juin 2014 · 16:00 (UTC-3) · Historique des rencontres | Rapport |         |         | Spectateurs : 60 342 · Arbitrage : Cüneyt Çakır · Photos du match · | Spectateurs : 60 342 · Arbitrage : Cüneyt Çakır · Photos du match · |

| Brésil | Mexique |

| BRÉSIL :            |    |              |  |     |     |
|                     |    |              |  |     |     |
| Gardien de but      | 12 | Júlio César  |  |     |     |
|                     | 2  | Daniel Alves |  |     |     |
|                     | 3  | Thiago Silva |  |     | 79e |
|                     | 4  | David Luiz   |  |     |     |
|                     | 6  | Marcelo      |  |     |     |
|                     | 8  | Paulinho     |  |     |     |
|                     | 9  | Fred         |  | 68e |     |
|                     | 10 | Neymar       |  |     |     |
|                     | 11 | Oscar        |  | 84e |     |
|                     | 16 | Ramires      |  | 46e | 45e |
|                     | 17 | Luiz Gustavo |  |     |     |
| Remplaçants :       |    |              |  |     |     |
|                     | 20 | Bernard      |  | 46e |     |
|                     | 21 | Jô           |  | 68e |     |
|                     | 19 | Willian      |  | 84e |     |
| Sélectionneur :     |    |              |  |     |     |
| Luiz Felipe Scolari |    |              |  |     |     |

| MEXIQUE :       |    |                            |  |     |     |
|                 |    |                            |  |     |     |
| Gardien de but  | 13 | Guillermo Ochoa            |  |     |     |
|                 | 2  | Francisco Javier Rodríguez |  |     |     |
|                 | 4  | Rafael Márquez             |  |     |     |
|                 | 6  | Héctor Herrera             |  | 76e |     |
|                 | 7  | Miguel Layún               |  |     |     |
|                 | 10 | Giovani dos Santos         |  | 84e |     |
|                 | 15 | Héctor Moreno              |  |     |     |
|                 | 18 | Andrés Guardado            |  |     |     |
|                 | 19 | Oribe Peralta              |  | 74e |     |
|                 | 22 | Paul Aguilar               |  |     | 59e |
|                 | 23 | José Juan Vázquez          |  |     | 62e |
| Remplaçants :   |    |                            |  |     |     |
|                 | 14 | Javier Hernández           |  | 74e |     |
|                 | 8  | Marco Fabián               |  | 76e |     |
|                 | 9  | Raúl Jiménez               |  | 84e |     |
| Sélectionneur : |    |                            |  |     |     |
| Miguel Herrera  |    |                            |  |     |     |

| Assistants : Bahattin Duran Tarik Ongun Quatrième arbitre : Svein Oddvar Moen Cinquième arbitre : Kim Haglund Homme du Match : Guillermo Ochoa |

#### Cameroun - Brésil
| Match 33                                                 | Cameroun       | 1 - 4   | Brésil                                      | Stade national de Brasilia Mané-Garrincha, Brasilia                   |                                                                       |
| 23 juin 2014 · 17:00 (UTC-3) · Historique des rencontres | Joël Matip 26e | (1 - 2) | 17e 35e Neymar · 49e Fred · 84e Fernandinho | Spectateurs : 69 112 · Arbitrage : Jonas Eriksson · Photos du match · | Spectateurs : 69 112 · Arbitrage : Jonas Eriksson · Photos du match · |
| 23 juin 2014 · 17:00 (UTC-3) · Historique des rencontres | Rapport        |         |                                             | Spectateurs : 69 112 · Arbitrage : Jonas Eriksson · Photos du match · | Spectateurs : 69 112 · Arbitrage : Jonas Eriksson · Photos du match · |

| Cameroun | Brésil |

| CAMEROUN :      |    |                          |  |     |     |
|                 |    |                          |  |     |     |
| Gardien de but  | 16 | Charles Itandje          |  |     |     |
|                 | 3  | Nicolas Nkoulou          |  |     |     |
|                 | 7  | Landry N'Guemo           |  |     |     |
|                 | 8  | Benjamin Moukandjo       |  | 58e |     |
|                 | 10 | Vincent Aboubakar        |  | 72e |     |
|                 | 12 | Henri Bedimo             |  |     |     |
|                 | 13 | Eric-Maxim Choupo-Moting |  | 81e |     |
|                 | 17 | Stéphane Mbia            |  |     | 80e |
|                 | 18 | Eyong Enoh               |  |     | 11e |
|                 | 21 | Joël Matip               |  |     |     |
|                 | 22 | Allan Nyom               |  |     |     |
| Remplaçants :   |    |                          |  |     |     |
|                 | 20 | Edgar Salli              |  | 58e | 75e |
|                 | 15 | Pierre Webó              |  | 72e |     |
|                 | 11 | Jean Makoun              |  | 81e |     |
| Sélectionneur : |    |                          |  |     |     |
| Volker Finke    |    |                          |  |     |     |

| BRÉSIL :            |    |              |  |     |
|                     |    |              |  |     |
| Gardien de but      | 12 | Júlio César  |  |     |
|                     | 2  | Dani Alves   |  |     |
|                     | 3  | Thiago Silva |  |     |
|                     | 4  | David Luiz   |  |     |
|                     | 6  | Marcelo      |  |     |
|                     | 7  | Hulk         |  | 63e |
|                     | 8  | Paulinho     |  | 46e |
|                     | 9  | Fred         |  |     |
|                     | 10 | Neymar       |  | 71e |
|                     | 11 | Oscar        |  |     |
|                     | 17 | Luiz Gustavo |  |     |
| Remplaçants :       |    |              |  |     |
|                     | 16 | Ramires      |  | 63e |
|                     | 5  | Fernandinho  |  | 46e |
|                     | 19 | Willian      |  | 71e |
| Sélectionneur :     |    |              |  |     |
| Luiz Felipe Scolari |    |              |  |     |

| Assistants : Mathias Klasenius Daniel Wärnmark Quatrième arbitre : Svein Oddvar Moen Cinquième arbitre : Kim Haglund Homme du Match : Neymar |

### Huitième de finale

#### Brésil - Chili
| 28 juin 2014                              | Brésil                                   | 1 - 1 a. p.       | Chili                                      | Mineirão, Belo Horizonte                                           |                                                                    |
| 13:00 (UTC-3) · Historique des rencontres | David Luiz 18e                           | (1 - 1)           | 32e Alexis Sánchez                         | Spectateurs : 57 714 · Arbitrage : Howard Webb · Photos du match · | Spectateurs : 57 714 · Arbitrage : Howard Webb · Photos du match · |
| 13:00 (UTC-3) · Historique des rencontres | Rapport                                  |                   |                                            | Spectateurs : 57 714 · Arbitrage : Howard Webb · Photos du match · | Spectateurs : 57 714 · Arbitrage : Howard Webb · Photos du match · |
| 13:00 (UTC-3) · Historique des rencontres | Luiz · Willian · Marcelo · Hulk · Neymar | Tirs au but 3 - 2 | Pinilla · Sánchez · Aránguiz · Díaz · Jara | Spectateurs : 57 714 · Arbitrage : Howard Webb · Photos du match · | Spectateurs : 57 714 · Arbitrage : Howard Webb · Photos du match · |

| Brésil | Chili |

| Brésil :            |    |              |  |      |        |
|                     |    |              |  |      |        |
| Gardien de but      | 12 | Júlio César  |  |      |        |
|                     | 2  | Dani Alves   |  |      | 105+1e |
|                     | 3  | Thiago Silva |  |      |        |
|                     | 4  | David Luiz   |  |      |        |
|                     | 5  | Fernandinho  |  | 72e  |        |
|                     | 6  | Marcelo      |  |      |        |
|                     | 7  | Hulk         |  |      |        |
|                     | 9  | Fred         |  | 64e  |        |
|                     | 10 | Neymar       |  |      |        |
|                     | 11 | Oscar        |  | 106e |        |
|                     | 17 | Luiz Gustavo |  |      | 60e    |
| Remplaçants :       |    |              |  |      |        |
|                     | 16 | Ramires      |  | 72e  |        |
|                     | 19 | Willian      |  | 106e |        |
|                     | 21 | Jô           |  | 64e  | 93e    |
| Sélectionneur :     |    |              |  |      |        |
| Luiz Felipe Scolari |    |              |  |      |        |

| Chili :         |    |                         |  |      |      |
|                 |    |                         |  |      |      |
| Gardien de but  | 1  | Claudio Bravo           |  |      |      |
|                 | 2  | Eugenio Mena            |  |      | 17e  |
|                 | 4  | Mauricio Isla           |  |      |      |
|                 | 5  | Francisco Silva Gajardo |  |      | 40e  |
|                 | 7  | Alexis Sánchez          |  |      |      |
|                 | 8  | Arturo Vidal            |  | 87e  |      |
|                 | 11 | Eduardo Vargas          |  | 57e  |      |
|                 | 17 | Gary Medel              |  | 108e |      |
|                 | 18 | Gonzalo Jara            |  |      |      |
|                 | 20 | Charles Aránguiz        |  |      |      |
|                 | 21 | Marcelo Díaz            |  |      |      |
| Remplaçants :   |    |                         |  |      |      |
|                 | 9  | Mauricio Pinilla        |  | 87e  | 102e |
|                 | 16 | Felipe Gutiérrez        |  | 57e  |      |
|                 | 13 | José Manuel Rojas       |  | 108e |      |
| Sélectionneur : |    |                         |  |      |      |
| Jorge Sampaoli  |    |                         |  |      |      |

| Assistants : Michael Mullarkey Darren Cann Quatrième arbitre : Felix Brych Cinquième arbitre : Mark Borsch Homme du Match : Júlio César |

### Quart de finale

#### Brésil - Colombie
| 4 juillet 2014                            | Brésil                                 | 2 - 1   | Colombie                   | Stade Governador-Plácido-Castelo, Fortaleza                                    |                                                                                |
| 17:00 (UTC-3) · Historique des rencontres | Thiago Silva 7e · David Luiz 69e (cf.) | (1 - 0) | 80e (pen.) James Rodríguez | Spectateurs : 60 342 · Arbitrage : Carlos Velasco Carballo · Photos du match · | Spectateurs : 60 342 · Arbitrage : Carlos Velasco Carballo · Photos du match · |
| 17:00 (UTC-3) · Historique des rencontres | Rapport                                |         |                            | Spectateurs : 60 342 · Arbitrage : Carlos Velasco Carballo · Photos du match · | Spectateurs : 60 342 · Arbitrage : Carlos Velasco Carballo · Photos du match · |

| Brésil | Colombie |

| Brésil :            |    |              |  |     |     |
|                     |    |              |  |     |     |
| Gardien de but      | 12 | Júlio César  |  |     | 78e |
|                     | 3  | Thiago Silva |  |     | 64e |
|                     | 4  | David Luiz   |  |     |     |
|                     | 5  | Fernandinho  |  |     |     |
|                     | 6  | Marcelo      |  |     |     |
|                     | 7  | Hulk         |  | 83e |     |
|                     | 8  | Paulinho     |  | 86e |     |
|                     | 9  | Fred         |  |     |     |
|                     | 10 | Neymar       |  | 88e |     |
|                     | 11 | Oscar        |  |     |     |
|                     | 23 | Maicon       |  |     |     |
| Remplaçants :       |    |              |  |     |     |
|                     | 16 | Ramires      |  | 83e |     |
|                     | 15 | Henrique     |  | 88e |     |
|                     | 18 | Hernanes     |  | 86e |     |
| Sélectionneur :     |    |              |  |     |     |
| Luiz Felipe Scolari |    |              |  |     |     |

| Colombie :      |    |                        |  |     |     |
|                 |    |                        |  |     |     |
| Gardien de but  | 1  | David Ospina           |  |     |     |
|                 | 2  | Cristián Zapata        |  |     |     |
|                 | 3  | Mario Yepes            |  |     | 69e |
|                 | 6  | Carlos Sánchez         |  |     |     |
|                 | 7  | Pablo Armero           |  |     |     |
|                 | 9  | Teófilo Gutiérrez      |  | 70e |     |
|                 | 10 | James Rodríguez        |  |     | 67e |
|                 | 11 | Juan Cuadrado          |  | 80e |     |
|                 | 13 | Fredy Guarín           |  |     |     |
|                 | 14 | Victor Ibarbo          |  | 46e |     |
|                 | 18 | Juan Camilo Zúñiga     |  |     |     |
| Remplaçants :   |    |                        |  |     |     |
|                 | 17 | Carlos Bacca           |  | 70e |     |
|                 | 20 | Juan Fernando Quintero |  | 80e |     |
|                 | 19 | Adrián Ramos           |  | 46e |     |
| Sélectionneur : |    |                        |  |     |     |
| José Pékerman   |    |                        |  |     |     |

| Assistants : Roberto Alonso Juan Carlos Yuste Quatrième arbitre : Svein Oddvar Moen Cinquième arbitre : Kim Haglund Homme du Match : David Luiz |

### Demi-finale

#### Brésil - Allemagne
| 1re demi-finale                                            | Brésil                  | 1 - 7   | Allemagne | Mineirão, Belo Horizonte                                               |                                                                        |
| 8 juillet 2014 · 17:00 (UTC-3) · Historique des rencontres | ( David Luiz) Oscar 90e | (0 - 5) | 11e Müller (Kroos ) · 23e Klose · 24e Kroos (Lahm ) · 26e Kroos (Khedira ) · 29e Khedira (Özil ) · 69e Schürrle (Lahm ) · 79e Schürrle (Müller ) | Spectateurs : 58 141 · Arbitrage : Marco Rodríguez · Photos du match · | Spectateurs : 58 141 · Arbitrage : Marco Rodríguez · Photos du match · |
| 8 juillet 2014 · 17:00 (UTC-3) · Historique des rencontres | Rapport                 |         | | Spectateurs : 58 141 · Arbitrage : Marco Rodríguez · Photos du match · | Spectateurs : 58 141 · Arbitrage : Marco Rodríguez · Photos du match · |

| Brésil | Allemagne |

| Brésil :            |    |              |  |     |     |
|                     |    |              |  |     |     |
| Gardien de but      | 12 | Júlio César  |  |     |     |
|                     | 4  | David Luiz   |  |     |     |
|                     | 5  | Fernandinho  |  | 46e |     |
|                     | 6  | Marcelo      |  |     |     |
|                     | 7  | Hulk         |  | 46e |     |
|                     | 9  | Fred         |  | 69e |     |
|                     | 11 | Oscar        |  |     |     |
|                     | 13 | Dante        |  |     | 68e |
|                     | 17 | Luiz Gustavo |  |     |     |
|                     | 20 | Bernard      |  |     |     |
|                     | 23 | Maicon       |  |     |     |
| Remplaçants :       |    |              |  |     |     |
|                     | 8  | Paulinho     |  | 46e |     |
|                     | 16 | Ramires      |  | 46e |     |
|                     | 19 | Willian      |  | 69e |     |
| Sélectionneur :     |    |              |  |     |     |
| Luiz Felipe Scolari |    |              |  |     |     |

| Allemagne :     |    |                        |  |     |
|                 |    |                        |  |     |
| Gardien de but  | 1  | Manuel Neuer           |  |     |
|                 | 4  | Benedikt Höwedes       |  |     |
|                 | 5  | Mats Hummels           |  | 46e |
|                 | 6  | Sami Khedira           |  | 76e |
|                 | 7  | Bastian Schweinsteiger |  |     |
|                 | 8  | Mesut Özil             |  |     |
|                 | 11 | Miroslav Klose         |  | 58e |
|                 | 13 | Thomas Müller          |  |     |
|                 | 16 | Philipp Lahm           |  |     |
|                 | 18 | Toni Kroos             |  |     |
|                 | 20 | Jérôme Boateng         |  |     |
| Remplaçants :   |    |                        |  |     |
|                 | 9  | André Schürrle         |  | 58e |
|                 | 14 | Julian Draxler         |  | 76e |
|                 | 17 | Per Mertesacker        |  | 46e |
| Sélectionneur : |    |                        |  |     |
| Joachim Löw     |    |                        |  |     |

| Assistants : Marvin Torrentera Marcos Quintero Quatrième arbitre : Mark Geiger Cinquième arbitre : Mark Hurd Homme du Match : Toni Kroos |

### Match pour la troisième place

#### Brésil - Pays-Bas
| 12 juillet 2014                           | Brésil  | 0 - 3   | Pays-Bas                                                                 | Stade national de Brasilia Mané Garrincha, Brasilia                    |                                                                        |
| 17:00 (UTC-3) · Historique des rencontres |         | (0 - 2) | 3e (pen.) Robin van Persie · 17e Daley Blind · 90+1e Georginio Wijnaldum | Spectateurs : 68 034 · Arbitrage : Djamel Haimoudi · Photos du match · | Spectateurs : 68 034 · Arbitrage : Djamel Haimoudi · Photos du match · |
| 17:00 (UTC-3) · Historique des rencontres | Rapport |         |                                                                          | Spectateurs : 68 034 · Arbitrage : Djamel Haimoudi · Photos du match · | Spectateurs : 68 034 · Arbitrage : Djamel Haimoudi · Photos du match · |

| Brésil | Pays-Bas |

| Brésil :            |    |              |  |     |     |
|                     |    |              |  |     |     |
| Gardien de but      | 12 | Júlio César  |  |     |     |
|                     | 3  | Thiago Silva |  |     | 2e  |
|                     | 4  | David Luiz   |  |     |     |
|                     | 8  | Paulinho     |  | 57e |     |
|                     | 11 | Oscar        |  |     | 68e |
|                     | 14 | Maxwell      |  |     |     |
|                     | 16 | Ramires      |  | 73e |     |
|                     | 17 | Luiz Gustavo |  | 46e |     |
|                     | 19 | Willian      |  |     |     |
|                     | 21 | Jô           |  |     |     |
|                     | 23 | Maicon       |  |     |     |
| Remplaçants :       |    |              |  |     |     |
|                     | 18 | Hernanes     |  | 57e |     |
|                     | 5  | Fernandinho  |  | 46e | 54e |
|                     | 7  | Hulk         |  | 73e |     |
| Sélectionneur :     |    |              |  |     |     |
| Luiz Felipe Scolari |    |              |  |     |     |

| Pays-Bas :      |    |                     |  |       |     |
|                 |    |                     |  |       |     |
| Gardien de but  | 1  | Jasper Cillessen    |  | 90+3e |     |
|                 | 2  | Ron Vlaar           |  |       |     |
|                 | 3  | Stefan de Vrij      |  |       |     |
|                 | 4  | Bruno Martins Indi  |  |       |     |
|                 | 5  | Daley Blind         |  | 70e   |     |
|                 | 8  | Jonathan de Guzmán  |  |       | 36e |
|                 | 9  | Robin van Persie    |  |       | 9e  |
|                 | 11 | Arjen Robben        |  |       |     |
|                 | 15 | Dirk Kuyt           |  |       |     |
|                 | 16 | Jordy Clasie        |  | 90e   |     |
|                 | 20 | Georginio Wijnaldum |  |       |     |
| Remplaçants :   |    |                     |  |       |     |
|                 | 7  | Daryl Janmaat       |  | 70e   |     |
| Gardien de but  | 22 | Michel Vorm         |  | 90+3e |     |
|                 | 13 | Joël Veltman        |  | 90e   |     |
| Sélectionneur : |    |                     |  |       |     |
| Louis van Gaal  |    |                     |  |       |     |

| Assistants : Rédouane Achik Abdelhalk Etchiali Quatrième arbitre : Yūichi Nishimura Cinquième arbitre : Toru Sagara Homme du Match : Arjen Robben |

Le Brésil termine sa Coupe du monde 2014 à la quatrième place en encaissant dix buts en deux matchs (contre l'Allemagne et contre les Pays-Bas). Le sélectionneur Scolari ne démissionne pas de son poste mais se fait limoger par la CBF, la Fédération du Brésil de football, le 14 juillet 2014.

## Statistiques
Statistiques actualisées au 28 juin 2014.

### Temps de jeu
| Joueur       |          |          |          |          |          |          |          | TT       | But inscrit | MJ       | MT       | Légende |
| ------------ | -------- | -------- | -------- | -------- | -------- | -------- | -------- | -------- | ----------- | -------- | -------- | --- |
| Gardiens     | Gardiens | Gardiens | Gardiens | Gardiens | Gardiens | Gardiens | Gardiens | Gardiens | Gardiens    | Gardiens | Gardiens | Abréviations et symboles : · TT : Total de minutes jouées · MJ : Nombre de matchs joués · MT : Matchs joués en tant que titulaire · : but · : joueur entré · : joueur remplacé · : capitaine · : carton jaune · : carton rouge |
| Júlio César  | 90       | 90       | 90       | 120      | 90       | 90       | 90       | 660      | 0           | 7        | 7        | Abréviations et symboles : · TT : Total de minutes jouées · MJ : Nombre de matchs joués · MT : Matchs joués en tant que titulaire · : but · : joueur entré · : joueur remplacé · : capitaine · : carton jaune · : carton rouge |
| Jefferson    | 0        | 0        | 0        | 0        | 0        | 0        | 0        | 0        | 0           | 0        | 0        | Abréviations et symboles : · TT : Total de minutes jouées · MJ : Nombre de matchs joués · MT : Matchs joués en tant que titulaire · : but · : joueur entré · : joueur remplacé · : capitaine · : carton jaune · : carton rouge |
| Victor       | 0        | 0        | 0        | 0        | 0        | 0        | 0        | 0        | 0           | 0        | 0        | Abréviations et symboles : · TT : Total de minutes jouées · MJ : Nombre de matchs joués · MT : Matchs joués en tant que titulaire · : but · : joueur entré · : joueur remplacé · : capitaine · : carton jaune · : carton rouge |
| Défenseurs   |          |          |          |          |          |          |          |          |             |          |          | Abréviations et symboles : · TT : Total de minutes jouées · MJ : Nombre de matchs joués · MT : Matchs joués en tant que titulaire · : but · : joueur entré · : joueur remplacé · : capitaine · : carton jaune · : carton rouge |
| Dani Alves   | 90       | 90       | 90       | 120      | 0        | 0        | 0        | 390      | 0           | 4        | 4        | Abréviations et symboles : · TT : Total de minutes jouées · MJ : Nombre de matchs joués · MT : Matchs joués en tant que titulaire · : but · : joueur entré · : joueur remplacé · : capitaine · : carton jaune · : carton rouge |
| Maicon       | 0        | 0        | 0        | 0        | 90       | 90       | 90       | 270      | 0           | 3        | 3        | Abréviations et symboles : · TT : Total de minutes jouées · MJ : Nombre de matchs joués · MT : Matchs joués en tant que titulaire · : but · : joueur entré · : joueur remplacé · : capitaine · : carton jaune · : carton rouge |
| Thiago Silva | 90       | 90       | 90       | 120      | 90       | 0        | 90       | 570      | 1           | 6        | 6        | Abréviations et symboles : · TT : Total de minutes jouées · MJ : Nombre de matchs joués · MT : Matchs joués en tant que titulaire · : but · : joueur entré · : joueur remplacé · : capitaine · : carton jaune · : carton rouge |
| David Luiz   | 90       | 90       | 90       | 120      | 90       | 90       | 90       | 660      | 2           | 7        | 7        | Abréviations et symboles : · TT : Total de minutes jouées · MJ : Nombre de matchs joués · MT : Matchs joués en tant que titulaire · : but · : joueur entré · : joueur remplacé · : capitaine · : carton jaune · : carton rouge |
| Marcelo      | 90       | 90       | 90       | 120      | 90       | 90       | 0        | 570      | 0           | 6        | 6        | Abréviations et symboles : · TT : Total de minutes jouées · MJ : Nombre de matchs joués · MT : Matchs joués en tant que titulaire · : but · : joueur entré · : joueur remplacé · : capitaine · : carton jaune · : carton rouge |
| Dante        | 0        | 0        | 0        | 0        | 0        | 90       | 0        | 90       | 0           | 1        | 1        | Abréviations et symboles : · TT : Total de minutes jouées · MJ : Nombre de matchs joués · MT : Matchs joués en tant que titulaire · : but · : joueur entré · : joueur remplacé · : capitaine · : carton jaune · : carton rouge |
| Maxwell      | 0        | 0        | 0        | 0        | 0        | 0        | 90       | 90       | 0           | 1        | 1        | Abréviations et symboles : · TT : Total de minutes jouées · MJ : Nombre de matchs joués · MT : Matchs joués en tant que titulaire · : but · : joueur entré · : joueur remplacé · : capitaine · : carton jaune · : carton rouge |
| Henrique     | 0        | 0        | 0        | 0        | 0        | 0        | 0        | 0        | 0           | 0        | 0        | Abréviations et symboles : · TT : Total de minutes jouées · MJ : Nombre de matchs joués · MT : Matchs joués en tant que titulaire · : but · : joueur entré · : joueur remplacé · : capitaine · : carton jaune · : carton rouge |
| Milieux      |          |          |          |          |          |          |          |          |             |          |          | Abréviations et symboles : · TT : Total de minutes jouées · MJ : Nombre de matchs joués · MT : Matchs joués en tant que titulaire · : but · : joueur entré · : joueur remplacé · : capitaine · : carton jaune · : carton rouge |
| Ramires      | 2        | 46       | 27       | 48       | 0        | 44       | 73       | 240      | 0           | 6        | 2        | Abréviations et symboles : · TT : Total de minutes jouées · MJ : Nombre de matchs joués · MT : Matchs joués en tant que titulaire · : but · : joueur entré · : joueur remplacé · : capitaine · : carton jaune · : carton rouge |
| Oscar        | 90       | 84       | 90       | 106      | 90       | 90       | 90       | 640      | 2           | 7        | 7        | Abréviations et symboles : · TT : Total de minutes jouées · MJ : Nombre de matchs joués · MT : Matchs joués en tant que titulaire · : but · : joueur entré · : joueur remplacé · : capitaine · : carton jaune · : carton rouge |
| Paulinho     | 63       | 90       | 46       | 0        | 86       | 44       | 57       | 386      | 0           | 6        | 5        | Abréviations et symboles : · TT : Total de minutes jouées · MJ : Nombre de matchs joués · MT : Matchs joués en tant que titulaire · : but · : joueur entré · : joueur remplacé · : capitaine · : carton jaune · : carton rouge |
| Hernanes     | 27       | 0        | 0        | 0        | 0        | 0        | 33       | 60       | 0           | 2        | 0        | Abréviations et symboles : · TT : Total de minutes jouées · MJ : Nombre de matchs joués · MT : Matchs joués en tant que titulaire · : but · : joueur entré · : joueur remplacé · : capitaine · : carton jaune · : carton rouge |
| Luiz Gustavo | 90       | 90       | 90       | 120      | 90       | 90       | 46       | 616      | 0           | 7        | 7        | Abréviations et symboles : · TT : Total de minutes jouées · MJ : Nombre de matchs joués · MT : Matchs joués en tant que titulaire · : but · : joueur entré · : joueur remplacé · : capitaine · : carton jaune · : carton rouge |
| Bernard      | 22       | 44       | 0        | 0        | 0        | 90       | 0        | 156      | 0           | 3        | 1        | Abréviations et symboles : · TT : Total de minutes jouées · MJ : Nombre de matchs joués · MT : Matchs joués en tant que titulaire · : but · : joueur entré · : joueur remplacé · : capitaine · : carton jaune · : carton rouge |
| Fernandinho  | 0        | 0        | 44       | 72       | 90       | 46       | 44       | 296      | 1           | 5        | 3        | Abréviations et symboles : · TT : Total de minutes jouées · MJ : Nombre de matchs joués · MT : Matchs joués en tant que titulaire · : but · : joueur entré · : joueur remplacé · : capitaine · : carton jaune · : carton rouge |
| Willian      | 0        | 6        | 19       | 14       | 0        | 21       | 90       | 150      | 0           | 5        | 1        | Abréviations et symboles : · TT : Total de minutes jouées · MJ : Nombre de matchs joués · MT : Matchs joués en tant que titulaire · : but · : joueur entré · : joueur remplacé · : capitaine · : carton jaune · : carton rouge |
| Attaquants   |          |          |          |          |          |          |          |          |             |          |          | Abréviations et symboles : · TT : Total de minutes jouées · MJ : Nombre de matchs joués · MT : Matchs joués en tant que titulaire · : but · : joueur entré · : joueur remplacé · : capitaine · : carton jaune · : carton rouge |
| Neymar       | 88       | 90       | 71       | 120      | 88       | 0        | 0        | 457      | 4           | 5        | 5        | Abréviations et symboles : · TT : Total de minutes jouées · MJ : Nombre de matchs joués · MT : Matchs joués en tant que titulaire · : but · : joueur entré · : joueur remplacé · : capitaine · : carton jaune · : carton rouge |
| Hulk         | 68       | 0        | 63       | 120      | 83       | 46       | 17       | 397      | 0           | 6        | 5        | Abréviations et symboles : · TT : Total de minutes jouées · MJ : Nombre de matchs joués · MT : Matchs joués en tant que titulaire · : but · : joueur entré · : joueur remplacé · : capitaine · : carton jaune · : carton rouge |
| Fred         | 90       | 88       | 90       | 64       | 90       | 69       | 0        | 491      | 1           | 6        | 6        | Abréviations et symboles : · TT : Total de minutes jouées · MJ : Nombre de matchs joués · MT : Matchs joués en tant que titulaire · : but · : joueur entré · : joueur remplacé · : capitaine · : carton jaune · : carton rouge |
| Jô           | 0        | 22       | 0        | 56       | 0        | 0        | 90       | 168      | 0           | 3        | 1        | Abréviations et symboles : · TT : Total de minutes jouées · MJ : Nombre de matchs joués · MT : Matchs joués en tant que titulaire · : but · : joueur entré · : joueur remplacé · : capitaine · : carton jaune · : carton rouge |

### Buteurs
Lors du premier but contre le Cameroun, marqué à la 17e minute de jeu, Neymar inscrit le 100e but de cette Coupe du monde lors du 100e match de l'équipe du Brésil dans une Coupe du monde.
| But(s) | Joueur       | Adversaire(s)      |
| ------ | ------------ | ------------------ |
| 4      | Neymar       | Croatie, Cameroun  |
| 2      | David Luiz   | Chili, Colombie    |
| 2      | Oscar        | Croatie, Allemagne |
| 1      | Fred         | Cameroun           |
| 1      | Fernandinho  | Cameroun           |
| 1      | Thiago Silva | Colombie           |

### Passeurs décisifs
| Passe(s) | Joueur       | Adversaire(s)     |
| -------- | ------------ | ----------------- |
| 2        | Oscar        | Croatie, Cameroun |
| 1        | Ramires      | Croatie           |
| 1        | Luiz Gustavo | Cameroun          |
| 1        | Marcelo      | Cameroun          |
| 1        | David Luiz   | Cameroun          |
| 1        | Neymar       | Colombie          |

### Cartons jaunes
| Pos | Joueur       | Carton(s) |
| --- | ------------ | --------- |
| 1   | Thiago Silva | 2         |
| 2   | Neymar       | 1         |
| 2   | Luiz Gustavo | 1         |
| 2   | Ramires      | 1         |
| 2   | Julio César  | 1         |

## Équipementier, sponsors et maillots
L'équipementier de l'équipe du Brésil de football est Nike.
Les couleurs à domicile sont maillot jaune, shorts bleus et chaussettes blanches. Les shorts peuvent être blancs pour certains matchs.
Les couleurs à l'extérieur sont maillot bleu, shorts blancs et chaussettes bleues.
Les couleurs du troisième maillot sont maillot noir, shorts noirs et chaussettes noires.